# 爱德蒙德·葛梯尔
爱德蒙德·葛梯尔（Edmund Gettier，1927年10月31日—2021年3月23日）美国哲学家、马萨诸塞大学阿默斯特分校荣誉教授，生于美国马里兰州巴尔的摩，以1963年提出的哲学上的葛梯尔问题即质疑“知识是得到辩护的真信念”而知名。